# Melogorà
Melogorà (en rus: Мелогора) és un poble de l'óblast d'Arkhànguelsk, a Rússia, segons el cens del 2010 tenia 66 habitants.